# Eduard IV.
Eduard IV. (28. dubna 1442 Rouen – 9. dubna 1483) byl králem Anglie v období 4. března 1461 až 2. října 1470 a znovu od 11. dubna 1471 až do své smrti.

## Nástup na trůn

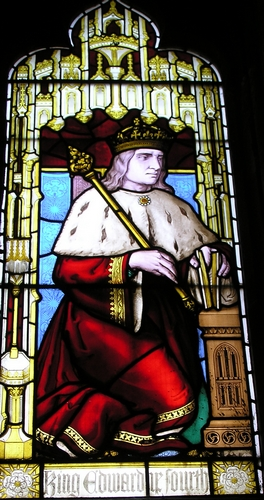
Vitráž s vyobrazením Eduarda IV. (15. století)

Eduard, pocházející z rodu Yorků, se narodil v Rouen ve Francii a byl druhým synem Richarda, vévody z Yorku, který si činil nárok v nástupnictví na anglický trůn, a Cecílie Nevillové. Byl nejstarším ze synů, kteří dosáhli dospělosti. Uplatňování nároku vévody z Yorku na anglický trůn roku 1460 byla hlavní příčina vypuknutí konfliktu známého jako války růží. Když byl jeho otec v bitvě u Wakefieldu zabit, přešel nárok na trůn na Eduarda.
S podporou Richarda Nevilleho, hraběte z Warwicku, porazil Eduard Lancastery v několika bitvách. V době, kdy byl Jindřich s manželkou na vojenském tažení na severu země, Warwick ovládl hlavní město a roku 1461 prohlásil v Londýně Eduarda anglickým králem. Eduard podpořil svůj nárok na trůn rozhodným vítězstvím v bitvě u Towtonu. I když bylo Eduardovi pouze devatenáct let, byl schopným vojenským velitelem.

## Svržení z trůnu
Warwick se domníval, že Eduardovým prostřednictvím bude dál ovládat zemi a že ho přiměje ke sňatku vytvářejícím spojenectví s důležitou mocností na kontinentu. Eduard se ale bez jeho vědomí oženil s Alžbětou z Woodvile, která byla obklopena sice nepříliš bohatými, ale zato ambiciózními lancasterskými příbuznými. Warwick nelibě nesl vliv, který měla tato skupina lidí na Eduarda a tak se s podporou Jiřího, vévody z Clarence postavil na vojenský odpor proti Eduardovi. Hlavní část Eduardova vojska (bez něho samotného), byla poražena roku 1469 v bitvě u Edgecote Moor a Eduard byl o něco později zajat u Olney. Warwick pak vládl jeho jménem. Mnoho šlechticů, kteří byli příznivci krále, ale hrozilo vzpourou a tak ho musel Warwick propustit. Eduard se pokusil s Warwickem a Clarencem usmířit.
Roku 1470 se Warwick a Clarence vzbouřili znovu, ale byli poraženi a byli nuceni utéci do Francie. Tam vytvořili spojenectví s Markétou z Anjou, manželkou Jindřicha VI., a souhlasili s úmyslem Jindřichova návratu na trůn. Podporovaní Francií vylodili se roku 1470 v Anglii. Eduard byl nucen poté, co zjistil, že se na stranu Lancasterů přidal i Jan Neville, odjet ze země.

## Návrat na trůn
Jindřich se roku 1470 vrátil na anglický trůn a Eduard se uchýlil do Burgundska v doprovodu svého bratra Richarda, vévody z Gloucesteru. V Burgundsku vládl jeho švagr Karel, vévoda burgundský. I když se zpočátku Karel nechtěl angažovat na Eduardově straně, poté, co Francie vyhlásila Burgundsku válku, změnil názor a sestavil armádu, aby Eduardovi pomohl získat zpět anglický trůn.
Když se vrátil domů s relativně malým vojskem, aby se vyhnul většímu konfliktu, rozhodl se pouze uplatnit nárok na vévodství. Město York ale zavřelo před jeho vojskem své brány. Poté se Eduard vydal na jih a začal získávat podporu. Přidal se k němu i jeho bratr Jiří, vévoda z Clarence. Eduard a Jiří porazili Warwicka v bitvě u Barnetu a poté, co v této bitvě Warwick padl, byla porážka zbytku lancasterských sil roku 1471 v bitvě u Tewkesbury již jednodušší. V této bitvě nebo krátce poté byl zabit i poslední lancasterský dědic Eduard z Westminsteru. Eduard o několik dní později dorazil do Londýna a Jindřicha VI., který byl uvězněn, nechal zabít, čímž byli Lancasterové zcela poraženi.
Dva Eduardovi mladší bratři Jiří, vévoda z Clarence a Richard, vévoda z Gloucesteru (později král Richard III.) se oženili s Izabelou a Annou Nevillovou. Obě byly dcery Warwicka a Anny Beauchampové a byly soupeři v nástupnictví na anglický trůn. Jiří byl později obviněn z osnování vzpoury proti Eduardovi, uvězněn v Toweru a 18. února 1478 soukromě popraven.

## Pozdní období vlády
Eduard nemusel do konce své vlády řešit žádnou vzpouru, protože rod Lancasterů byl zničen a jediný jeho soupeř Jindřich Tudor žil v exilu. Roku 1475 vyhlásil válku Francii a mírová dohoda z Picquigny mu přinesla jednorázovou platbu 75 000 korun a roční rentu ve výši 50 000 korun. Dokázal také roku 1482 odrazit pokus Alexandra Stewarta, bratra skotského krále Jakuba III., zmocnit se skotského trůnu.
Eduardovo zdraví se, i z důvodu jeho nezdravého životního stylu, zhoršovalo a postupně ho postihovaly různé choroby. Na Velikonoce roku 1483 ho postihla vážná nemoc, ale byl schopen jmenovat svého bratra Richarda jako protektora, než 9. dubna 1483 zemřel. Je pohřben v kapli Svatého Jiří ve Windsorském hradu. Eduardovým nástupcem se stal jeho dvanáctiletý syn Eduard.

## Odkaz
Eduard byl neobyčejně schopným vojenským velitelem, porazil a zničil rod Lancasterů a nikdy nebyl v bitvě poražen. Byl také úspěšným a oblíbeným králem. Období jeho vlády znamenalo zpočátku obnovení práva a pořádku, i když ke konci se začalo objevovat více pirátství a banditů. Eduard byl také úspěšným obchodníkem, který investoval do několika společností v City.
Eduardův rod se ale na anglickém trůnu udržel jen něco přes dva roky. Byl také jedním z mála mužských členů svého rodu, kteří zemřeli přirozenou smrtí (jeho otec i bratr padli v bitvě, dědeček i jiný bratr byli popraveni). Eduardovu nejstaršímu synovi byl udělen titul Princ z Walesu ve věku sedmi měsíců. I když byl po svém nástupu na trůn mladý Eduard velmi rychle sesazen a nahrazen Richardem, který nedlouho poté padl v bitvě u Bosworthu, stala se Eduardova dcera Alžběta z Yorku manželkou krále z rodu Tudorovců Jindřicha a v její osobě pokračoval vliv Yorků na Anglii.

## Potomci
Edward IV. měl se svojí manželkou Alžbětou Woodville celkem deset dětí z nich sedm se dožilo dospělosti. Jejich děti parlament v roce 1483 prohlásil za nelegitimní, aby Edwardův bratr Richard mohl bez problémů nastoupit na trůn.
- Alžběta z Yorku (11. února 1466 – 11. února 1503), ⚭ 1486 Jindřich VII. Tudor (28. ledna 1457 – 21. dubna 1509), král Anglie a pán Irska od roku 1485 až do své smrti
- Marie (11. srpna 1467 – 23. května 1482)
- Cecilie z Yorku (20. března 1469 – 24. srpna 1507),
⚭ 1485 Ralph Scrope, sňatek anulován o rok později
⚭ 1487/88 John Welles (1450 – 9. února 1498), 1. vikomt Welles
⚭ 1502/04 Thomas Kyme
- Eduard V. (2. listopadu 1470–1483/5), král Anglie a pán Irska od 9. dubna 1483 do 20. června téhož roku, byl starším z bratrů přezdívaných Princové z Toweru
- Markéta (*/† 1472)
- Richard ze Shrewsbury, 1. vévoda z Yorku (17. srpna 1473–1483/5), vévoda z Yorku a z Norfolku, hrabě z Nottinghamu, mladší z Princů z Toweru
- Anna z Yorku (2. listopadu 1475 – 23. listopadu 1511), ⚭ 1495 Thomas Howard (1473 – 25. srpna 1554), 3. vévoda z Norfolku
- George z Yorku, 1. vévoda z Bedfordu (1477–1479)
- Kateřina z Yorku (14. srpna 1479 – 15. listopadu 1527), ⚭ 1495 William Courtenay (1475–1511), 1. hrabě z Devonu
- Bridget z Yorku (1480–1517), jeptiška